# Bunt Żeligowskiego
Bunt Żeligowskiego (lit. Želigovskio maištas), „żeligiada” – operacja wojskowa, przeprowadzona w październiku 1920, podczas której generał Lucjan Żeligowski, upozorowawszy niesubordynację wobec Naczelnego Wodza Józefa Piłsudskiego, zajął Wilno i jego okolice, proklamując powstanie Litwy Środkowej, która następnie została przyłączona do Polski. W istocie akcja ta została przeprowadzona na polecenie Piłsudskiego.

## Geneza

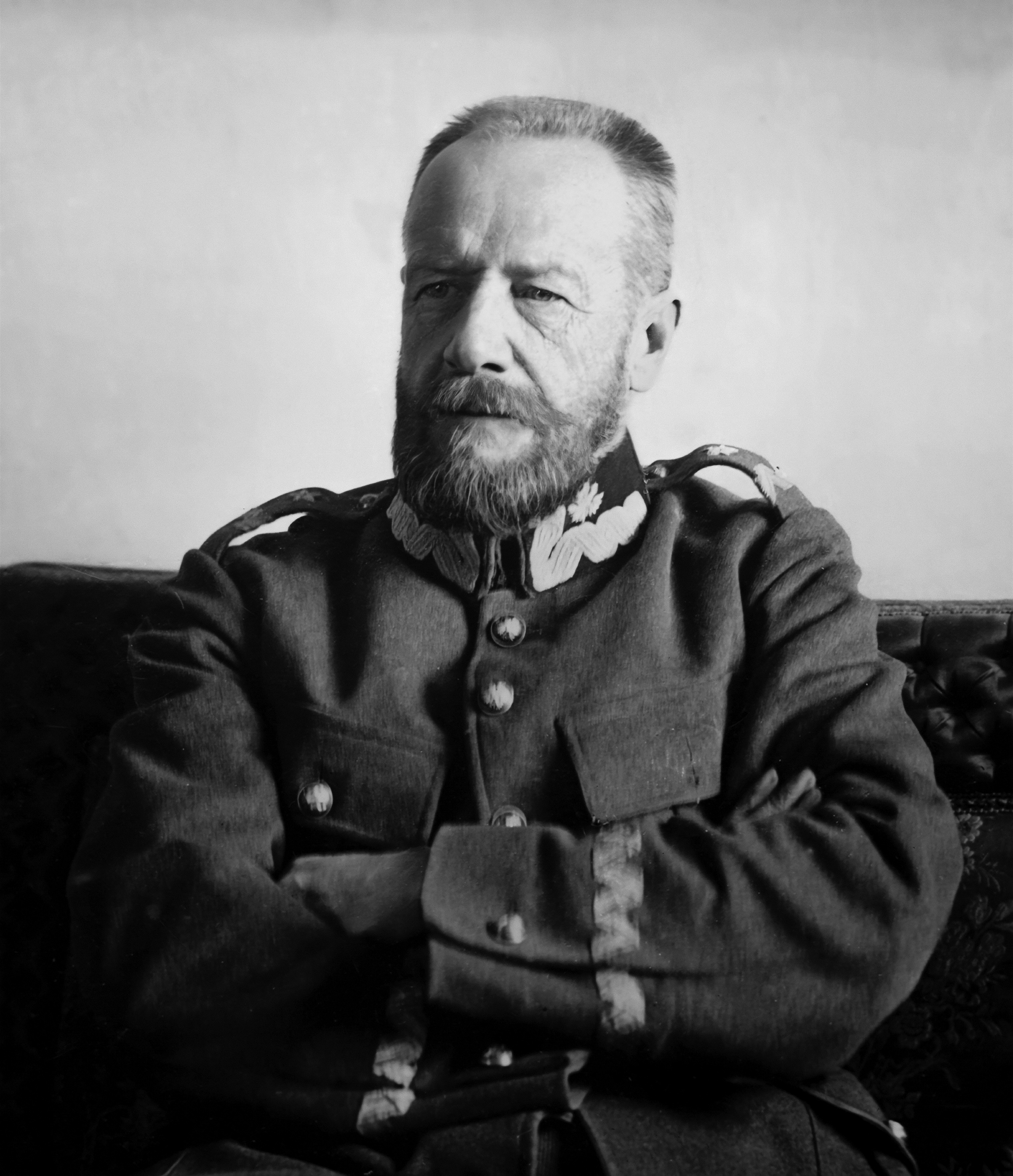
Generał Lucjan Żeligowski (1865–1947), dowódca akcji zajęcia Wilna w październiku 1920 r.

Pod koniec wojny polsko-bolszewickiej 1920 roku, gdy wojska polskie przechodziły do kontrofensywy znad Niemna, do Polski powracały ziemie utracone uprzednio na rzecz Armii Czerwonej. Stało się sprawą jasną, że możliwe jest to również w przypadku ziem zajętych w lipcu 1920 roku przez wojska litewskie, które złamały zasadę neutralności i we współdziałaniu z Rosjanami przekroczyły Linię Focha, atakując wojska polskie i zajmując Troki (Nowe Troki) i stację Landwarowo. Pomogło to odciąć północnej armii polskiej linię odwrotu ku Oranom i Grodnu. W związku z faktycznym sojuszem litewsko-bolszewickim w dniu 6 sierpnia 1920 roku, rząd litewski i sowieckie władze wojskowe podpisały konwencję w sprawie przekazania Litwinom rejonu Święcian i zamieszkanego w większości przez Polaków Wilna. Było to nagrodą za wsparcie bolszewików w walce z północną grupą wojsk polskich. Na mocy wspomnianej konwencji, wojska litewskie wkroczyły do Wilna w dniu 26 sierpnia, czyli już po zwycięstwie wojsk polskich nad Wisłą.
W Polsce narastały głosy żądające przyłączenia Wileńszczyzny do Polski. Przedstawiciele niemal wszystkich partii politycznych byli w tej kwestii zgodni. Jak pisał krakowski „Czas”:

Ogółem więc Litwa środkowa na terytorium około 38 000 klm. kw. Liczy 1 240 000 ludności, z czego na Polaków przypada 810 000, na Litwinów 115 000, na Białorusinów 120 000 i na innych (żydów) 190 000. Polacy stanowią zatem przeszło 66 proc., a z Białorusinami 76 proc., wobec 9 proc. Litwinów i 15 proc. żydów. Jest to kraj równie polski, jak Poznańskie. [...] Czyż można przyłączyć do państwa kowieńskiego Grodno, w którem mieszka 23 Litwinów, albo powiat oszmiański, gdzie na 180 000 ludzi jest literalnie tylko 54 Litwinów? Nawet w Wilnie jest ich zaledwie 2000 na 128 000 ludności

Szczególnie jasno wyraził to w późniejszym czasie sprzyjający Piłsudskiemu „Kurier Poranny”:

Należy stwierdzić w sposób kategoryczny, wbrew wszelkim odmiennym twierdzeniom, że nie było nikogo w Polsce, ktoby nie żywił pragnienia, aby Wilno mogło wejść organicznie w skład odrodzonego państwa polskiego.”

Rozbieżności pojawiały się dopiero w planowaniu późniejszego kształtu tego terytorium, a także sposobu, w jakim miałby on zostać przyłączony do Rzeczypospolitej. Prawica postulowała metodę inkorporacji zarówno Wileńszczyzny, jak i Grodzieńszczyzny. Dla prasy endeckiej wszelkie wytwory federalizmu cechowały się nie tylko głupotą polityczną, ale i zaprzaństwem narodowym. Natomiast lewicowcy byli za koncepcją federacyjną. „Robotnik” stwierdzał m.in.:

Kwestją sporną jest sprawa Wilna. Litwini miasto to, tak do głębi polskie, chcą gwałtem wbrew woli ludności wcielić do państwa litewskiego, polscy zaś nacjonaliści chcą Wilno po prostu wcielić do Polski, nie licząc się znowu z Litwinami, ani z Białorusinami. [...] Do zgody z Litwinami musimy dojść, tak jak musimy dojść do zgody z Ukraińcami.

Jednak wszelkie działania dążące do wyzwolenia i opanowania Wilna oficjalną drogą wojskową, w ramach kontrofensywy antybolszewickiej były niemożliwe ze względu na międzynarodowe zobowiązania rządu polskiego. Chodzi tutaj m.in. o układ w Spa, a także naciski ministerstwa spraw zagranicznych Wielkiej Brytanii, przewidującego możliwość ataku polskiego. W tym momencie marszałek Józef Piłsudski zaczął rozpatrywać konieczność przeprowadzenia „nieoficjalnej” akcji wojskowej.
Rozkaz Naczelnego Dowództwa z dnia 29 sierpnia nakazał przygotowanie do przegrupowania w kierunku północno-wschodnim 41 Suwalskiego Pułku Piechoty i 4 Brygady Kawalerii z zadaniem usunięcia wojsk litewskich z rejonu Suwalszczyzny.
W rozkazie tym zawarta była też wskazówka o podziale wojsk na jednostki „regularne” i „nieregularne”.
Do nieregularnych zaliczono:
- 212 pułk ułanów;
- 211 pułk ułanów;
- Dywizję Ochotniczą;

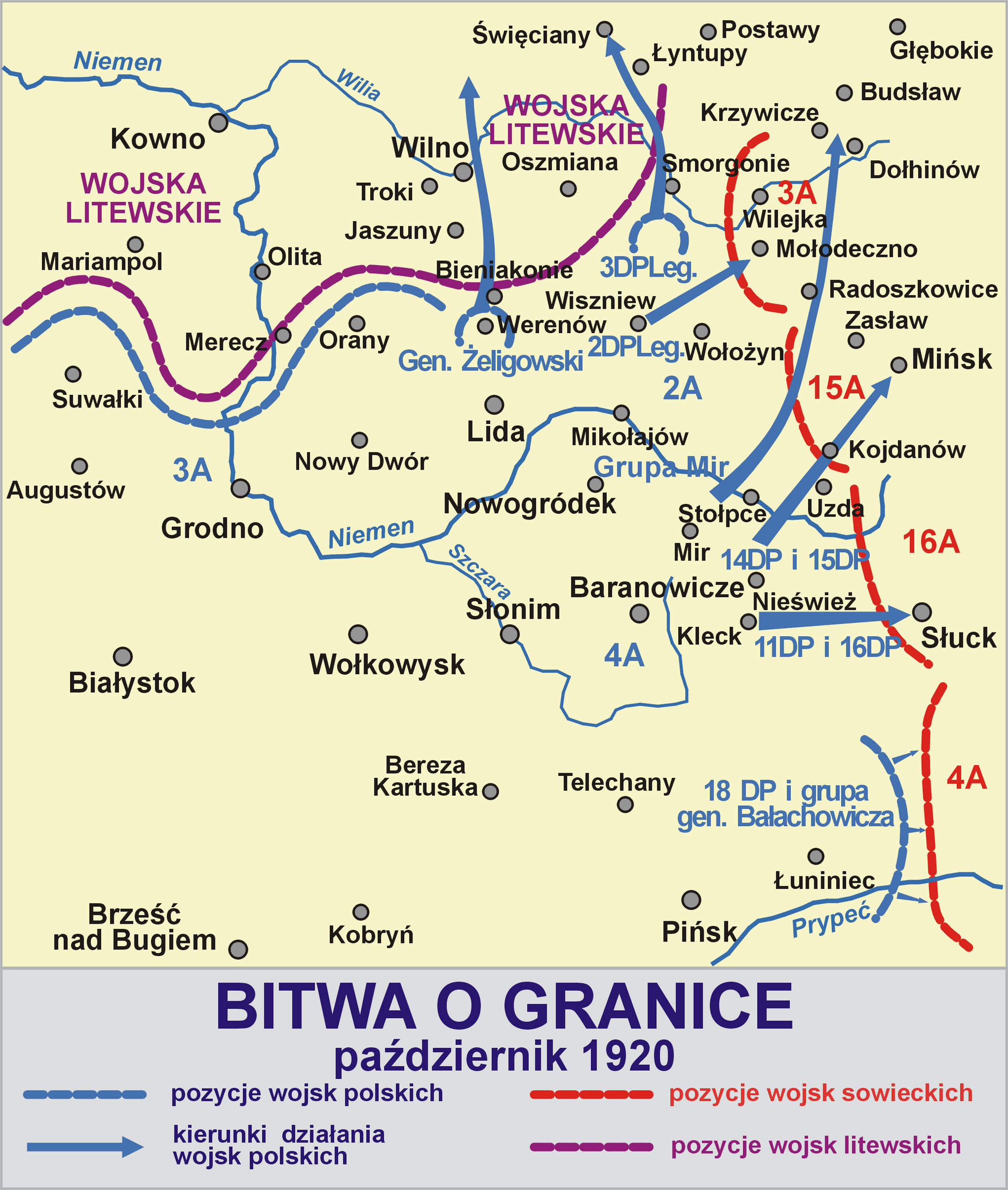

- 1 Dywizję Litewsko-Białoruską gen. Żeligowskiego[7].

Podano też informację, że powyższy podział uwarunkowany jest trudnościami natury politycznej, związanej z dalszą akcją poza tzw. „granicą państwową”.
Większość historyków twierdzi, że Piłsudski już w połowie września 1920 roku rozważał upozorowanie „buntu” oddziałów nieregularnych, które miałyby zająć Wilno. Działać one miały jakoby wbrew rozkazom i bez wiedzy dowództwa polskiego.
Dowództwo nad całą akcją marszałek postanowił powierzyć jednemu ze swoich zaufanych współpracowników, generałowi Lucjanowi Żeligowskiemu.

### Sylwetka Żeligowskiego
Lucjan Żeligowski urodził się w 1865 roku w Oszmianie (niedaleko Wilna), był w przeszłości oficerem armii rosyjskiej, uczestnikiem wojny rosyjsko-japońskiej 1904–1905, członkiem Związku Walki Czynnej, a w czasie I wojny światowej dowódcą pułku. W latach 1917–1918 organizował Wojsko Polskie w Rosji, gdzie dowodził pułkiem, następnie brygadą w I Korpusie Polskim, a później 4 Dywizją Strzelców Polskich (tzw. Dywizją Żeligowskiego), stacjonującą na Kubaniu. Na jej czele powrócił w 1919 roku przez Odessę i Besarabię do kraju. W wojnie polsko-bolszewickiej dowodził grupą operacyjną w rejonie Mińska Mazowieckiego.

## Pierwsze plany
Piłsudski miał zaufanie do Żeligowskiego, ponieważ pochodził on, podobnie jak sam marszałek, właśnie z Wilna.
20 września Naczelne Dowództwo Wojska Polskiego wezwało Żeligowskiego do Kwatery Głównej stacjonującej w Białymstoku. Żeligowski zameldował się wraz ze swoim adiutantem por. Stanisławem Łepkowskim dopiero 30 września. 1 października udał się do pociągu naczelnego wodza Józefa Piłsudskiego. W czasie rozmowy pomiędzy dwoma wojskowymi Marszałek otwarcie zasygnalizował, że w interesie Polski leży wywołanie w Wilnie powstania miejscowej ludności, które uświadomiłoby zachodniej dyplomacji, iż miasto to zamieszkane jest przez Polaków, którzy nie mogą i nie chcą znaleźć się pod władzą litewską czy też rosyjską.
Piłsudski przedstawił również generałowi konieczność powołania osoby, która wzięłaby na siebie całą odpowiedzialność za takie działania. Tej postaci marszałek upatrywał w osobie samego Żeligowskiego, któremu zaproponował dowództwo nad planowaną akcją. Generał nie odpowiedział od razu. Jako zdecydowany zwolennik Piłsudskiego, nie widział żadnych przeciwwskazań co do wykonania nieoficjalnego rozkazu Marszałka. Jednak wątpliwości jego budziły możliwości wykonania dosyć skomplikowanego zadania tak niewielką liczbą żołnierzy, jaką zaoferował mu – nie chcąc sprowadzać podejrzeń ze strony zagranicy – Józef Piłsudski (1,5 tys. ochotników). Żeligowski postulował przydzielenie mu dużo większych sił. Kolejne rozmowy odbyły się 1 i 2 października. W wyniku tych spotkań ukształtował się ostatecznie plan przeprowadzenia akcji.
Pod wpływem nalegań Żeligowskiego, siły bezpośrednio mu podległe zwiększono. Teraz miały liczyć one około 14 tys. żołnierzy pochodzących z 1 Dywizji Litewsko-Białoruskiej i ochotników dowodzonych przez majora Mariana Kościałkowskiego.
Wraz z działaniami militarnymi, rozpoczęto również akcje dyplomatyczne i polityczne. W czasie narady w Grodnie, w której wzięli udział przedstawiciele Polaków w Wilnie, ustalono, że przyłączenie Litwy do Polski odbędzie się na zasadach sugerowanej przez Piłsudskiego koncepcji federacyjnej. Ustalono również kwestię powołania władz cywilnych po opanowaniu miasta przez wojska Żeligowskiego.
Kiedy przygotowania do akcji wileńskiej ruszyły już w pełnym zakresie, w Suwałkach doszło do podpisania układu polsko-litewskiego, wyznaczającego linię demarkacyjną pomiędzy siłami zbrojnymi obu krajów, a także wprowadzającego rozejm na tej części frontu. Rokowania w Suwałkach zakończyły się 8 października o 2 w nocy. Polska nie przywiązywała dużej wagi do tego układu, który z jej punktu widzenia nie decydował o statusie Wilna. Jednak dla Litwinów dokument ten był niezwykle ważny, a powołując się na niego często wskazywali, że – zgodnie z ich interpretacją – przyznawał on Wilno Litwie.
Wieczorem 6 października doszło do pierwszego spotkania Żeligowskiego z wyższymi oficerami. Przedstawił on im dwa warianty opanowania Wilna. Pierwszy zakładał wymarsz tylko Wileńskiego Pułku Strzelców. Wiedząc o raczej skromnych siłach litewskich, Żeligowski planował (pod wpływem Piłsudskiego) wywołać najpierw powstanie w samym mieście, a następnie wesprzeć je siłami wspomnianego już pułku. Jednak taki plan nie dawał pewności osiągnięcia zamierzonych celów. Przeciwko niemu zaprotestowało wielu oficerów. Drugi wariant zakładał działanie całością sił i ten został zaakceptowany. Datę rozpoczęcia akcji wyznaczono na 8 października i jeszcze w tym samym dniu planowano zająć miasto.

## Początek „buntu”
Rankiem 7 października Żeligowski zarządził odprawę oficerów, na której oficjalnie podał wiadomość o „zbuntowaniu się” wobec dowództwa wojsk polskich i o rozpoczęciu samowolnego marszu na Wilno. Słowa te wywołały duże poruszenie wśród oficerów niższych szczebli, nie biorących udziału w naradzie dnia poprzedniego. Część oficerów odmówiła zerwania kontaktów z dowództwem i wykonania polecenia Żeligowskiego, a inni byli mocno zdeprymowani, wobec czego Żeligowski nakazał odesłać opornych oficerów na tyły, do Grodna. Inaczej natomiast sytuacja miała się wśród zwykłych żołnierzy, których nie wtajemniczono w istotę sprawy, mówiąc im po prostu, że mają za zadanie zdobycie Wilna. Nic nie wiedzieli o tym, że akcja ta ma oficjalnie znamiona buntu i niesubordynacji.
Tymczasem pewne rozterki zaczął odczuwać sam Żeligowski. Spowodowane to zostało tym, że wielu oficerów nie kryło swoich wątpliwości, a także tym, że alianci zauważyli już ruch dywizji w kierunku Wilna. Generał wspominał później, że to właśnie 7 października był najbliżej zwątpienia i rezygnacji z poprowadzenia wyprawy. Część oficerów wręcz żądała od niego przeprowadzenia zebrania, na którym miano by głosować nad zasadnością ataku na Wilno. Żeligowski odrzucił takie propozycje, ale poczuł, że jego autorytet nie jest wystarczająco duży, aby móc samodzielnie poprowadzić akcję. W związku z tym odwołał wydany uprzednio (o godz. 8 wieczorem) rozkaz o wymarszu następnego dnia rano. Skontaktował się z Piłsudskim, stwierdzając, że nie dysponuje odpowiednim posłuchem wśród podległych mu oficerów i musi być zastąpiony przez kogoś o odpowiednim autorytecie, kto będzie w stanie przeprowadzić tak delikatną misję. W odpowiedzi na depeszę Żeligowskiego Piłsudski postanowił wysłać dowódcę 3 Armii, gen. Władysława Sikorskiego.
Żeligowski zmienił jednak zdanie. Górę wzięła ambicja i strach przed kompromitacją. Postanowił nie czekać na przybycie Sikorskiego i ponowił odwołany uprzednio rozkaz o wymarszu.
Rankiem 8 października odczytano odezwę do żołnierzy (rozkaz nr 1 Naczelnego Dowództwa Wojsk Litwy Środkowej), w której Żeligowski zapowiadał wyzwolenie Wilna spod panowania litewskiego i powołanie Sejmu Ustawodawczego w mieście, który będzie decydować o dalszym losie tych ziem. Marsz oddziałów gen. Lucjana Żeligowskiego na Wilno rozpoczął się o 6:00 rano 8 października. Trasa do przebycia miała długość około 50 km, na drodze polskich sił początkowo nie było wojsk litewskich, które się wycofały.
Pomimo że Litwini wiedzieli o koncentracji sił polskich w okolicach Woronowa i Bieniakoń od 6 października, wystawiono do obrony niepełne trzy pułki piechoty, przy czym siły litewskie nie były przygotowane do obrony, wobec czego siły Żeligowskiego miały zdecydowaną przewagę. Dopiero na skraju Puszczy Rudnickiej i w okolicach Stasił doszło do pierwszych potyczek, a nad rzeką Mereczanką do większego starcia: podczas forsowania rzeki niedaleko Jaszun miała miejsce intensywna, dwugodzinna potyczka, w której cała kompania przeciwnika została wzięta do niewoli i jeszcze wczesnym popołudniem oddziały Żeligowskiego odniosły zwycięstwo i podjęły dalszy marsz. Wówczas sam dowódca miał niebezpieczną „przygodę” – jego samochód znalazł się nagle na linii ognia i generał musiał przesiąść się na konia.
Siły litewskie wciąż wycofywały się na północ, a straty polskie były niewielkie. Żeligowski jeszcze po południu chciał podejść pod samo miasto i zdobyć je jeszcze tego samego dnia z marszu, ale siły polskie po kłopotach z przejściem przez Puszczę Rudnicką zmuszone były zatrzymać się na nocleg na linii Kiejdzie–Porudomino–Popiszki, ok. 18–20 km od Wilna.
Należy zaznaczyć, że podczas marszu Żeligowski starał się nie okazywać Litwinom wrogości, wierząc wciąż w możliwość utworzenia federacji. Widać to było na przykładzie zwalniania wziętych do niewoli żołnierzy litewskich, których kazał odsyłać z powrotem do Wilna. Jak pisano w prasie:

Obie strony mają po kilku zabitych i rannych, przytem Polacy wzięli kilkunastu jeńców, których następnie z bronią w ręku wypuszczono.

 Żeligowski nie chciał natomiast rozmawiać z litewskimi parlamentariuszami.

## Zajęcie Wilna

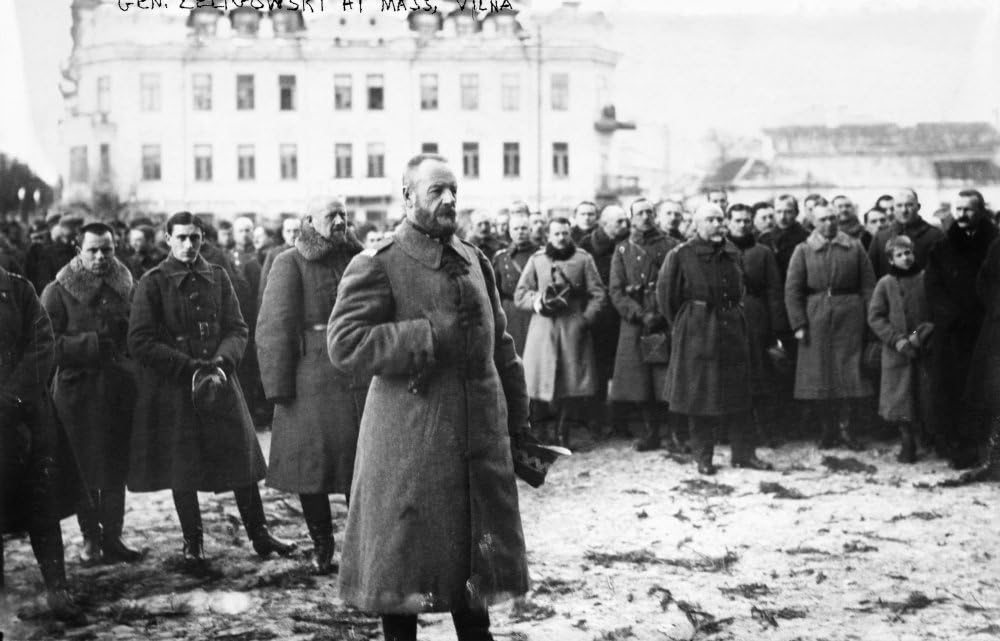
Żeligowski na czele swych żołnierzy w Wilnie, 1920 r.

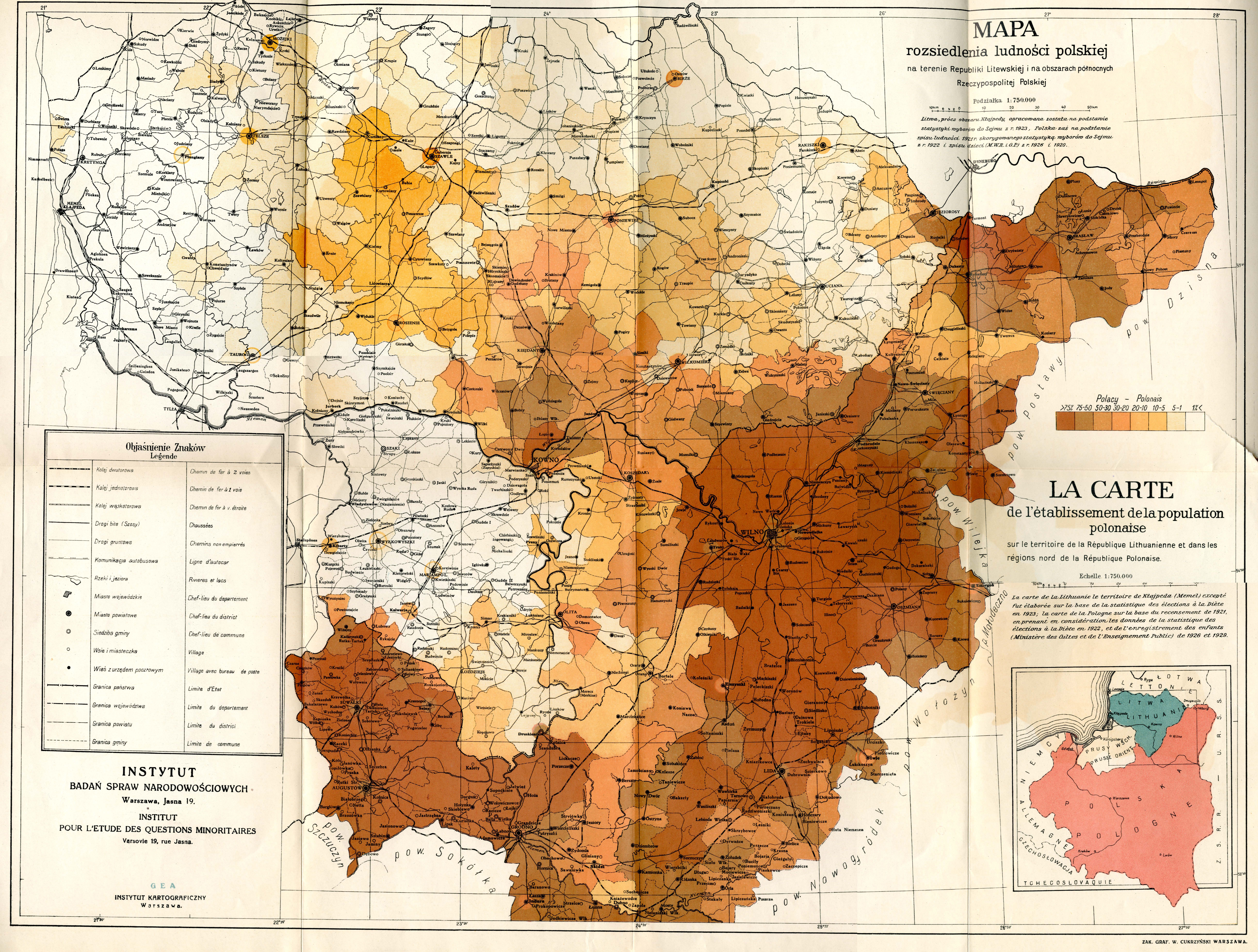
Mapa zamieszkania ludności polskiej na terenie Wileńszczyzny w 1929 r.

Po południu 8 października w Wilnie władze litewskie zarządziły ewakuację miasta. Zdawano sobie sprawę, że przewaga Żeligowskiego była przygniatająca. Dwa bataliony piechoty z 9 pułku nie były w stanie stawić czoła nadciągającym siłom polskim.
Po rozpoczęciu przez Żeligowskiego ponownego marszu 9 października o 5 rano i zakończonych niepowodzeniem próbach obrony, podjęto w mieście zdecydowane kroki ewakuacyjne. Postanowiono także, zgodnie z zaleceniami rządu w Kownie, przekazać władzę w Wilnie przedstawicielom Ententy. Zrobił to pełnomocnik rządu litewskiego w mieście, Ignacy Jonynas, przekazując swoje uprawnienia na ręce szefa misji francuskiej, płk. Constantina Reboula. Posunięcie to miało charakter strategiczny, ponieważ miało w zamyśle uniemożliwić Polakom przejęcie rządów w Wilnie bez jawnego wystąpienia przeciwko Entencie. Nieco później, gdy wojska jenerała Żeligowskiego zbliżały się do Wilna, poseł francuski Reboul przysłał gońca z żądaniem, aby jenerał Żeligowski wstrzymał swoje wkroczenie do Wilna ze względu na to, że on (Reboul), jako przedstawiciel Ententy, sprawuje obecnie w Wilnie władzę gubernatora i jemu oddały się do dyspozycyj oddziały wojska litewskiego (kowieńskiego). Jen. Żeligowski odpowiedział, że propozycyi tej przyjąć nie może i że p. Reboul właśnie, jako przedstawiciel Ententy, nie powinien był otrzymać zwierzchnictwa wojsk litewskich.
Żeligowski, nie wiedząc o ewakuacji Wilna, spodziewał się silnego oporu, zwłaszcza że miasto (ze względu na ścisłą zabudowę i dużą liczbę wzniesień) nadawało się do prowadzenia długich i skutecznych działań obronnych. Podczas trwających jeszcze potyczek na przedmieściach, prowadzonych głównie przez litewski 4 batalion i 9 pułk oraz grupę mjra Kościałkowskiego i Wileński Pułk Piechoty, uaktywnili się w mieście polscy powstańcy, na których działalność tak liczył Piłsudski. Zaatakowali oni m.in. 1 kompanię 9 pułku niedaleko mostu kolejowego, opanowali Górę Zamkową i okolice Zielonego Mostu. W krótkim czasie powstańcom udało się zająć dużą część miasta, jeszcze przed wkroczeniem tam wojsk polskich. Działalność partyzancka polskiej ludności Wilna nie była później eksponowana, np. w prasie można było znaleźć następujące informacje:

Jenerał Żeligowski tak zorganizował akcyję zajęcia Wilna, aby się odbyła bez rozlewu krwi. Istotnie też Wilno zajęte zostało bez walk. Przed wkroczeniem wojsk jenerała Żeligowskiego do Wilna, młodzież polska usiłowała rozbroić litewską załogę Wilna, jednak jej się to nie powiodło.

Wejście do miasta swoich oddziałów Żeligowski zaplanował w taki sposób, aby najpierw wkroczył do niego Pułk Wileński. Jednak oddziały nawzajem się prześcigały, nie mogąc się powstrzymać od dążenia do jak najszybszego znalezienia się w Wilnie. W związku z tym do miasta wkroczyły najpierw Miński Pułk Piechoty i szwadron strzelców konnych, nie czekający na wspomniany pułk. Ten ostatni przedefilował ulicami dopiero wieczorem. Jak wspominał później Żeligowski, wkraczające oddziały spotkały się z entuzjastycznym przyjęciem miejscowej ludności polskiej. Jej postawę tak oceniał socjalistyczny Robotnik:

Ludność polska z niekłamaną radością witała swoich oswobodzicieli. Zapał i radość były tak powszechne, że nawet organ p. Birżyszki ‘Echo Litwy’ wyraźnie to podkreślił. Nastrój ludności litewskiej cywilnej na ogół niechętny i wyczekujący. [...] Co do Żydów, to z nich bardzo wielu wycofało się razem z wojskami litewskiemi (podobno koło 10 000). Pozostali pochowali wszystkie towary. Żadnych ekscesów antyżydowskich, dzięki żelaznej dyscyplinie i akcji miejscowego Komitetu Polskiego, nie było.

Jak już wspomniano, wyjeżdżające władze litewskie przekazały uprawnienia przedstawicielowi Ententy. W związku z tym nieunikniona była konfrontacja pomiędzy nim a Żeligowskim. Spotkanie pomiędzy generałem a wszystkimi przedstawicielami państw obcych przy rządzie litewskim odbyło się w gmachu Taryby (parlamentu litewskiego). Sztab Żeligowskiego był przeciwny uczestnictwu w spotkaniu, jednak generał zrobił to mimo wszystko. Zadano mu tam pytanie, jakim prawem zajął Wilno. Odpowiedział, że aby bronić praw ludności i dać jej możność powiedzenia czego chce. Przedstawiciele Ententy stwierdzili, że to oni są od tego w Wilnie, czemu Żeligowski zdecydowanie zaprzeczył. Rozmowa w gmachu Taryby do niczego nie doprowadziła i stała się wstępem do dalszych konfliktów i późniejszych rokowań.

Sposób, w jaki polski generał „pozbył się” litewskich urzędników, opisywał Czas: 

Gdy wojska jen. Żeligowskiego wchodziły do Wilna, drugą stroną wychodziły z niego wojska litewskie. W mieście pozostało kilku ministrów Taryby litewskiej i około 200 urzędników rządu litewskiego. Oddali się on pod opiekę posła Reboula. Jen. Żeligowski zażądał, aby tak ministrowie, jak i ci urzędnicy opuścili Wilno najdalej do wtorku, godzina 6 wieczór. Reprezentanci Ligi Narodów, którzy przybyli do Wilna dla rokowań polsko-litewskich, wyjechali z Wilna.

Wieść o zajęciu Wilna rozniosła się lotem błyskawicy, stając się, obok negocjacji pokojowych z bolszewikami, najważniejszą wiadomością, goszczącą na pierwszych stronach najpoczytniejszych gazet. Już 10 października Kurier Poranny donosił: 

Litwini polscy odebrali Wilno rządowi Kowieńskiemu! [...] Oddziały dywizji Litewsko-Białoruskiej generała Żeligowskiego odmówiły posłuszeństwa Naczelnemu Dowództwu, oderwały się od armiji frontu i ruszyły na północ w kierunku Wilna. Fakt ten należy tłomaczyć tem właśnie, że oddziały tej dywizji składały się głównie z mieszkańców Wileńszczyzny i Grodzieńszczyzny, rozejm pozostawił los Wilna w zawieszeniu, co wywołało w dywizji tak wielkie rozgoryczenie, że nie licząc się z niczem postanowiła ona widocznie odebrać Wilno rządowi Kowieńskiemu.

Ta sama gazeta opisuje również szereg demonstracji poparcia dla akcji zajęcia Wilna, m.in. pisząc: 

Zgromadzeni na wiecach d. 10 października 1920 r. członkowie i sympatycy narodowej Partii robotniczej w liczbie kilku tysięcy, pod wpływem wiadomości o odzyskaniu przez ludność polską Wilna, uchwalają: ‘Dowódcy dywizji litewsko-białoruskiej, bohaterskiemu jenerałowi Żeligowskiemu, który w poczuciu obowiązku obywatelskiego ruszył z własnej inicjatywy na Wilno i powrócił tę perłę ziem polskich Macierzy – wyrażamy swą cześć najgłębszą. Oficerom i żołnierzom, którzy ludność ziem Mickiewiczów, Zanów i Rejtanów oswobodzili spod prześladowań zaślepionego rządu kowieńskiego, wyrażamy swe najwyższe uznanie. Cześć i chwała wiernym synom ojczyzny! Cześć bohaterom!’.

Typowe stanowisko wobec akcji Żeligowskiego prezentował też Kurier Poranny, w którym 10 października, a więc świeżo po zajściach w Wilnie, nieznany autor pisał: 

Dywizja litewsko-białoruska dokonała aktu, który, jak to stwierdził gen. Sikorski, w języku wojskowym nazywa się aktem buntu. Wypadek jest smutny, z punktu widzenia ustawy wojskowej – karygodny. Ale czy możemy nie postawić sobie pytania, do jakiego stopnia państwo polskie spełniło swoje wszelkie moralne obowiązki, jakie miało wobec tej młodzieży, którą wzywało pod broń przecież nie tylko dla obrony Warszawy i linji lorda Curzona, ale przedewszystkiem dla obrony i tej ich Ojczyzny, która był im jako zdrowie i której cenę i wartość odczuli pewnie najgłębiej w chwili, gdy dowiedzieli się, że wielcy tego świata chcą, aby oni oswoili się z jej stratą.

## Litwa Środkowa

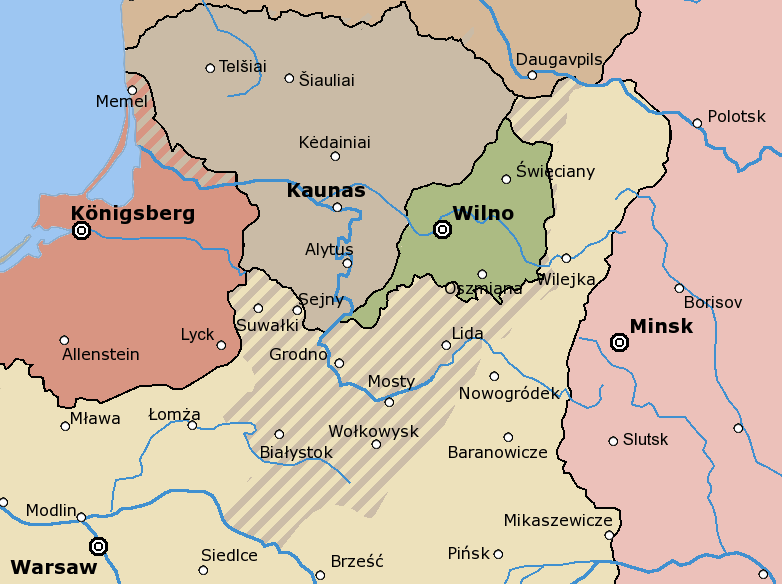
Terytorium Litwy Środkowej

12 października gen. Lucjan Żeligowski wydał dekret dotyczący organizacji władzy na Litwie. Obwołał się w nim naczelnym dowódcą Litwy Środkowej, jako niezależnego państwa. Jednocześnie zapowiedział utworzenie Tymczasowej Komisji Rządzącej. Jej skład przedstawił 14 października „Robotnik”: 

Skład osobisty Tymczasowej Komisji Rządzącej wskazuje, że lwia część miejscowych ugrupowań polskich wzięła na siebie odpowiedzialność za dalszy rozwój wypadków. P. W. Abramowicz reprezentuje Polskie Stronnictwo Demokratyczne, p M. Engel – chrześcijańską demokrację i związaną z nią Ligę św. Kazimierza, p. T. Szopa – Straż Kresową, A. Zasztowt wreszcie należy do P.P.S. Litwy i Białorusi. Poza nawiasem pozostali narodowi demokraci i t.zw. krajowcy konserwatywni, wielcy właściciele ziemscy.

Utworzenie Litwy Środkowej miało być tylko stadium przejściowym przed zamierzonym przyłączeniem jego ziem do Rzeczypospolitej, które zatwierdzić miał Sejm Litwy Środkowej. I tak rzeczywiście się stało.

## Ostatnia ofensywa Litwy Środkowej
Działania gen. Żeligowskiego spotkały się z gwałtownymi protestami Litwy, popartymi przez władze brytyjskie. Po niepowodzeniu ofensywy dyplomatycznej, Litwini podjęli decyzję o próbie odzyskania miasta siłą. Rozkaz operacyjny nr 4 litewskiej 3. Armii informował, że praktycznie całość wojsk litewskich była koncentrowana na zachód od Wilna. Władze polskie, pomimo pozornej neutralności, postawiły w stan gotowości 2 i 3 Armię WP.
W drugiej połowie października wojska Litwy Środkowej podjęły ofensywę do Szyrwint i Giedrojć. Gen. Żeligowski zaproponował Litwie rozmowy pokojowe, te zostały jednak odrzucone. Kolejna ofensywa polska zaczęła się w połowie listopada i miała ambitny cel zdobycia Kowna. 21 listopada dotarto nad Niewiażę w rejonie Kiejdan. Z powodu niedostatku sił oraz pozostawania w tyle za kawalerią piechoty, zawarto tego dnia rozejm, na który naciskała także Polska, będąca pod presją międzynarodową.
Negocjacje pokojowe pod nadzorem Ligi Narodów podjęto w Kownie 27 listopada i zakończono rozejmem dwa dni później.

## Reakcje w Polsce

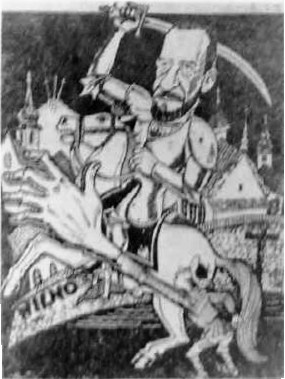
Polska karykatura współczesna wydarzeniom – Litwin próbuje zapobiec zajęciu Wilna przez generała Żeligowskiego

Pozorowany „bunt” oddziałów generała Żeligowskiego był jednym z najbardziej spektakularnych posunięć marszałka Piłsudskiego. Sam Żeligowski do dzisiaj kojarzony jest głównie z tym wydarzeniem. Działania polskiego generała spotkało się z jeżeli nie z otwartym poparciem, to przynajmniej zrozumieniem prasy. Na przykład pozytywnie wypowiadała się na ten temat chadecka „Rzeczpospolita”:

Wilno w ręku polskiem. Podczas gdy w Warszawie broniła się dogorywająca doktryna federalizmu przeciw zwycięskiej woli narodu połączenia wszystkich ziem polskich w obrębie żelaznych granic jednolitego państwa, dywizja generała Żeligowskiego przekroczyła Rubikon. Krok litewsko-białoruskiej dywizji, który z punktu widzenia wojskowego każdy trzeźwy i rozsądny Polak uważać musi za objaw smutny i niepożądany, jest odruchem zdrowego instynktu narodowego, który w rozpaczliwym wysiłku buntu postanowił rozciąć ten węzeł gordyjski, jaki około sprawy Wilna i ziem wileńsko-grodzieńskich naplątały dwa lata bałamutnej i szkodliwej polityki wschodniej.

Jednocześnie w wielu gazetach prawicowych pojawiły się informacje, jakoby gen. Żeligowski miał po opanowaniu Wilna wyruszyć na Kowno. Porównywano polskiego generała do postaci Gabriela d’Annunzio, włoskiego poety i polityka, który w 1919 r. na czele grupy ochotników zajął miasto i port Fiume (Rijeka), chcąc jego przyłączenia do Włoch, wbrew Radzie Najwyższej Ententy.

Snuto jednocześnie przypuszczenia co do celu, w jakim Żeligowski powołał do życia Litwę Środkową, a nie od razu przyłączył ziemie wileńskie do Polski: 

Widocznie rozwija się tu akcja, zakrojona na szerszą skalę, a przytem dość skomplikowana. Bo nie przyłączenie wileńszczyzny do Polski ruch ten ma na widoku, lecz „nowe państwo”, „sezonowe”, krótkotrwałe, które by później wejść miało prawdopodobnie w jakiś stosunek bliższy z Rzecząpospolitą Polską. Jest to więc odżycie w nowej postaci idei federacyjnej, o której niesłusznie sądzono, jakoby już zeszła ze świata.

Gazety lewicowe, pomimo raczej przychylnego stanowiska wobec poczynań generała, snuły plany wykorzystania tego wydarzenia w celu realizacji doktryny federacyjnej. Szczególnie widoczne jest to w cytowanym już artykule „Spór o Wilno” Tadeusza Hołówki, pochodzącym z PPS-owskiego „Robotnika”: 

Czyn gen. Żeligowskiego jest jeno wyrazem tej zmiany, która zaszła w nastrojach ludności polskiej na Litwie. Ludność polska na Litwie przestała biernie oczekiwać zbawienia od Polski, że tak powiem, czepiać się poły państwa polskiego, a zdobyła się na samodzielny krok, na ujęcie swego losu w swoje własne ręce.

 Hołówko posuwał się nawet dalej w swoich federacyjnych marzeniach: 

Litwa Środkowa winna stać się ośrodkiem budowy Stanów Zjednoczonych Litwy w federacji lub przymierzu z Polską. [...] Do podjęcia myśli budowy państwa litewskiego na zasadach federacyjnych i w związku z Polską, wzywamy ludność polską na Litwie.

Nieco bardziej umiarkowany był konserwatywny „Czas”: 

Pułki ochotnicze litewsko-białoruskie [...] zerwały więzy posłuszeństwa i ruszyły ku Wilnu. Poprowadził je jeden z najlepszych naszych dowódców, jenerał Żeligowski. Jakkolwiekbyśmy krok ten oceniali z punktu widzenia karności wojskowej, jakkolwiek nie zamykamy oczu na jego ujemne strony tak ze względu na naszą armię, jak i za granicę, to jednakże musimy go rozumieć.

 Osądy tej gazety brały się z uważnego przyjrzenia się całej sprawie i ocenieniu jej z punktu widzenia wielu aspektów, nie tylko wewnętrznej polityki rządu polskiego, ale także reputacji Polski na scenie międzynarodowej: 

[...] Posunięcie polityczne, dokonane przez jen. Żeligowskiego, kryje w sobie dla Polski wielkie niebezpieczeństwa na arenie dyplomatycznej. Krok polityczny, dokonany przez jen. Żeligowskiego, stoi w sprzeczności z oficyalną polityką rządu polskiego, której wyrazem było poddanie sporu polsko-litewskiego pod orzecznictwo Ligi narodów.

 Publicyści Czasu zastanawiali się również nad tym, w jaki sposób na postępek Żeligowskiego powinien zareagować sam rząd. Nic nie wiedzieli o tym, że był to bunt upozorowany i dziejący się za wiedzą Piłsudskiego i Sikorskiego. Numer z 21 października: 

Zajęciem Wilna postawił jen. Żeligowski rząd polski wobec dwóch alternatyw: albo rząd polski musi wystąpić przeciwko żołnierzowi polskiemu, albo też zaakceptować incydent, stanowiący oczywiste naruszenie zobowiązań, przyjętych przez Polskę wobec Ligi narodów. Wytworzyła się sytuacya, mogąca pociągnąć poważne komplikacye dla rządu polskiego.

W dość podobnym tonie wypowiadają się publicyści zbliżonego programowo do endecji „Kuriera Warszawskiego”: 

Czyn jen. Żeligowskiego jest sprzeczny z interesami polskiemi. W Warszawie, jak można sądzić, zdają sobie z tego sprawę. Czyn ten bowiem może obudzić przypuszczenia, że Polacy sami wątpią o swem prawie do Wilna, skoro nie zawahali się przed postawieniem Europy wobec faktu dokonanego zajęcia tego miasta przemocą. Gdyby więc jen. Żeligowski upornie odmawiał opuszczenia Wilna, dostarczyłby niebezpiecznego argumentu tym, którzy chętnie i systematycznie pomawiają Polskę o rzekome dążenia imperialistyczne, a także wyrzucają aljantom popieranie sprawy narodu, który nie szanuje praw cudzych w sposób jak najbardziej skrupulatny.

## Inkorporacja Litwy Środkowej

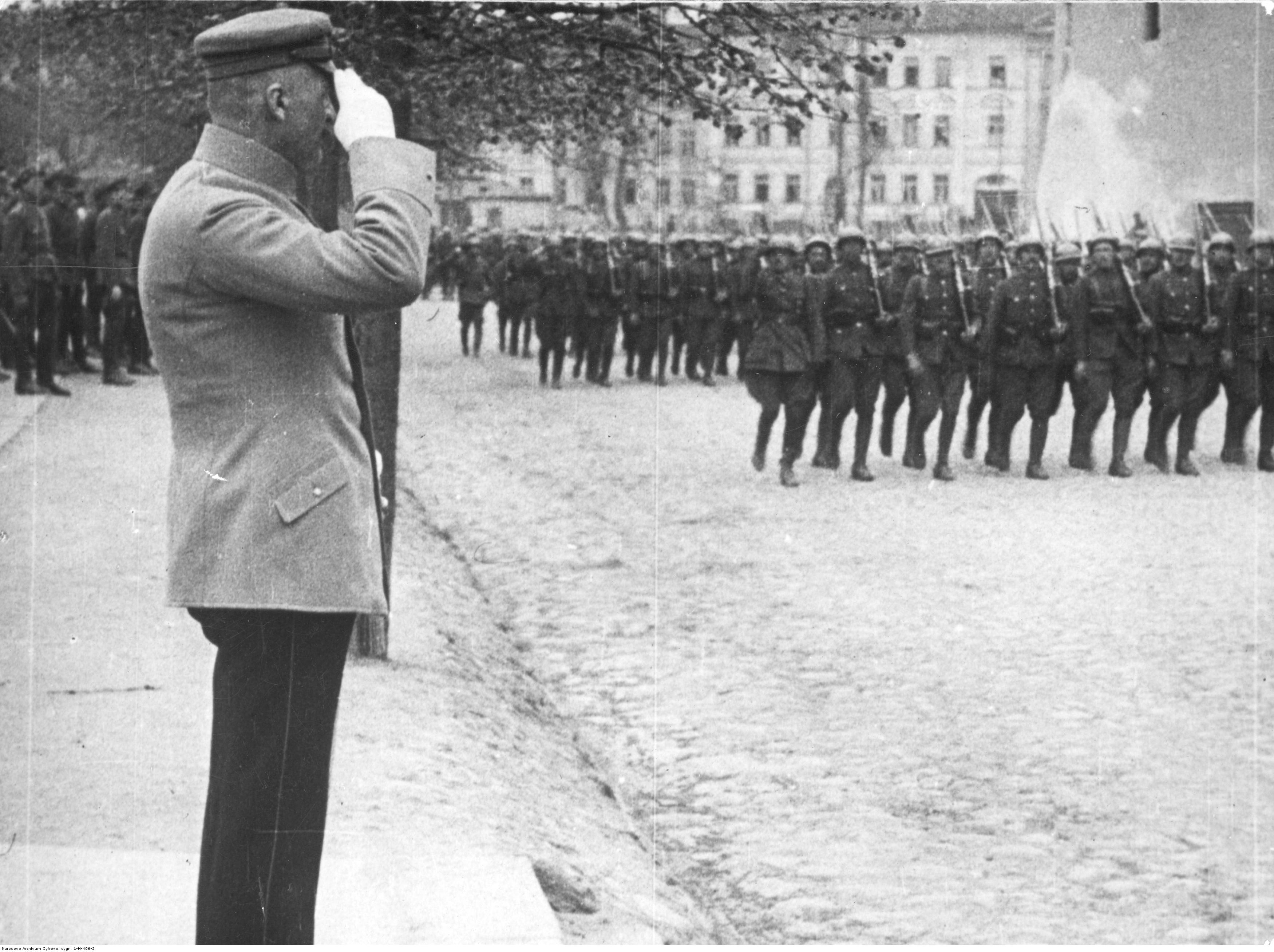
Józef Piłsudski przyjmuje defiladę wojskową w Wilnie z okazji przyłączenia Wileńszczyzny do Polski, 18 kwietnia 1922

20 lutego 1922 roku Sejm wileński przegłosował przyłączenie miasta do Polski i rola generała Lucjana Żeligowskiego w tym rejonie działań zakończyła się.
Po słynnym „buncie” Żeligowski nie zszedł ze sceny politycznej, a wręcz przeciwnie, awansował na generała broni, w 1925 roku został ministrem do spraw wojskowych. Umożliwił też przeprowadzenie Piłsudskiemu przewrotu majowego.
Dzisiaj kojarzony jest przede wszystkim z wydarzeniami z początku października 1920 roku.
Podczas operacji pozorowanego „buntu” i zajęcia Wilna, Żeligowski nie ustrzegł się kilku błędów, jednak ostateczny cel został osiągnięty i Wilno znalazło się w rękach polskich.

## Upamiętnienie
Walki o Wilno zostały upamiętnione na Grobie Nieznanego Żołnierza w Warszawie, napisem na jednej z tablic w okresie II RP i po 1990 r.: „WILNO 19 IV 1919 – 9 X 1920”.
Upamiętnienie propagandowe gen. Lucjana Żeligowskiego dowodzącego oddziałami polskimi w czasie walk o Wilno, umieszczono na pomniku w Wilnie w postaci napisu: Ribbentrop-Mołotow-Żeligowski. W Wilnie pojawiły się też plakaty stawiające nazwisko Żeligowskiego obok nazwisk Ribbentropa i Mołotowa.